# Ida Ørskov
Ida Ørskov (* 8. Januar 1922 in Kopenhagen; † 10. April 2007) war eine dänische Ärztin und Bakteriologin.

## Leben
Sie war die Tochter des Malers und Kupferstechers Johannes Georg Oppenheuser (1884–1961) und der Helga Christensen.
Sie studierte Medizin in Kopenhagen und machte ihren Abschluss (Kandidatenexamen) 1948. Während des Studiums lernte sie ihren Kommilitonen Frits Ørskov (1922–2015) kennen, den sie 1948 heiratete und mit dem sie zwei Kinder hatte. Ihr Mann war der Sohn des Leiters des staatlichen Seruminstituts in Kopenhagen, an dem sie schon während ihres Studiums arbeitete und 1950 als Assistentin ans Internationale Salmonellen-Zentrum des Instituts ging. 1956 wurde sie über Klebsiella promoviert. In ihrer Dissertation wies sie Genaustausch zwischen Bakterien in Krankenhäusern nach. Sie befasste sich in Zusammenarbeit mit ihrem Mann auch mit anderen Enterobakterien und leitete 1964 bis 1992 ein Zentrum für E. coli Bakterien. 1956/57 war sie im Labor von Joshua Lederberg in Madison (Wisconsin) und arbeitete danach mit dessen Labor an der Klassifikation von Kolibakterien. Auch mit dem Max-Planck-Institut für Immunbiologie in Freiburg im Breisgau kam es zu einer langdauernden Zusammenarbeit und 1977 bis 1982 war das Paar Gastwissenschaftler an den National Institutes of Health bei J. B. Robbins.
Sie veröffentlichte über 200 Arbeiten, meist zusammen mit ihrem Mann. Beide erhielten 1965 den Paul-Ehrlich-und-Ludwig-Darmstaedter-Preis. 1978 erhielt sie das Tagea Brandt Reisestipendium.